# Косище (Петриковский район)
Косище (бел. Касішча) — деревня в Бабуничском сельсовете Петриковского района Гомельской области Беларуси.
На востоке граничит с лесом.

## География

### Расположение
В 15 км на север от Петрикова, 8 км от железнодорожной станции Муляровка (на линии Лунинец — Калинковичи), 193 км от Гомеля.

### Гидрография
На западе и юге мелиоративные каналы.

## Транспортная сеть
Транспортные связи по просёлочной, затем автомобильной дороге Лунинец — Гомель. Планировка состоит из чуть изогнутой улицы, близкой к меридиональной ориентации, к центру которой с востока присоединяется переулок. Застройка двусторонняя, деревянная, усадебного типа.

## История
Основана в начале XX века переселенцами из соседних деревень. В 1931 году организован колхоз. Во время Великой Отечественной войны 12 жителей погибли на фронте. Согласно переписи 1959 года в составе совхоза «Заветы Ильича» (центр — деревня Бабуничи).

## Население

### Численность
- 2004 год — 16 хозяйств, 22 жителя.

### Динамика
- 1925 год — 9 дворов.
- 1959 год — 168 жителей (согласно переписи).
- 2004 год — 16 хозяйств, 22 жителя.